# Schloss Krappitz

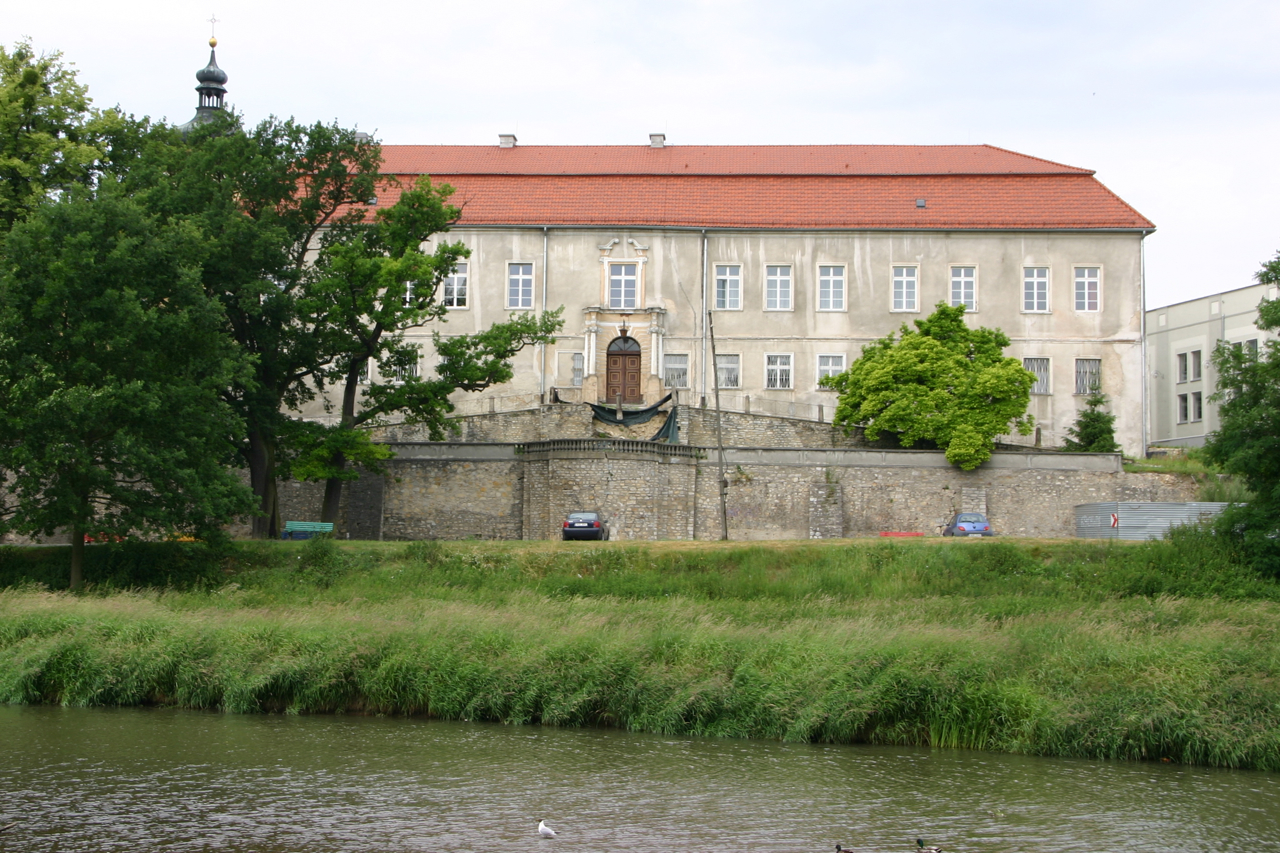
Schloss Krappitz

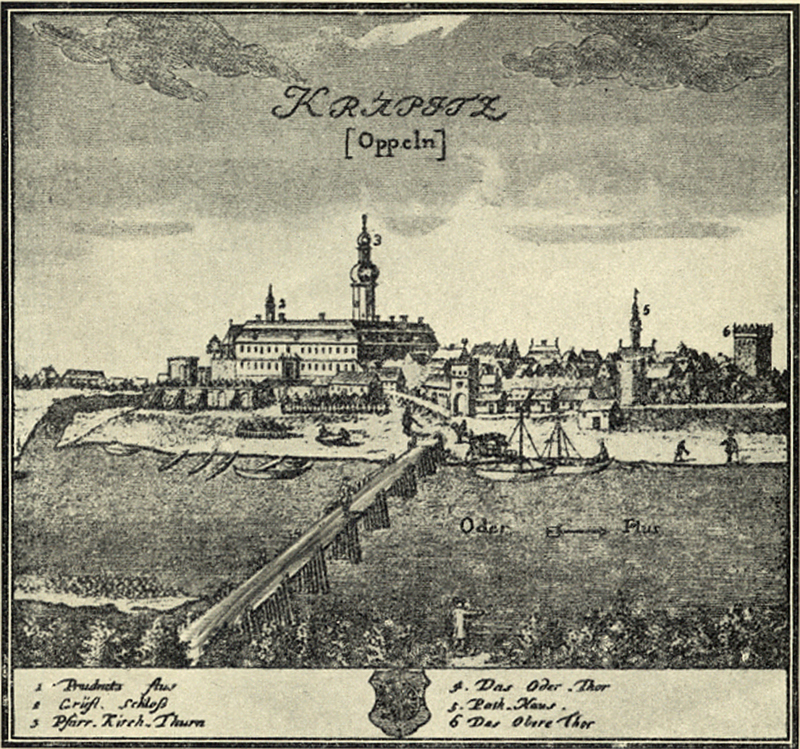
Ansicht aus dem 18. Jahrhundert – Schloss Krappitz in der Mitte

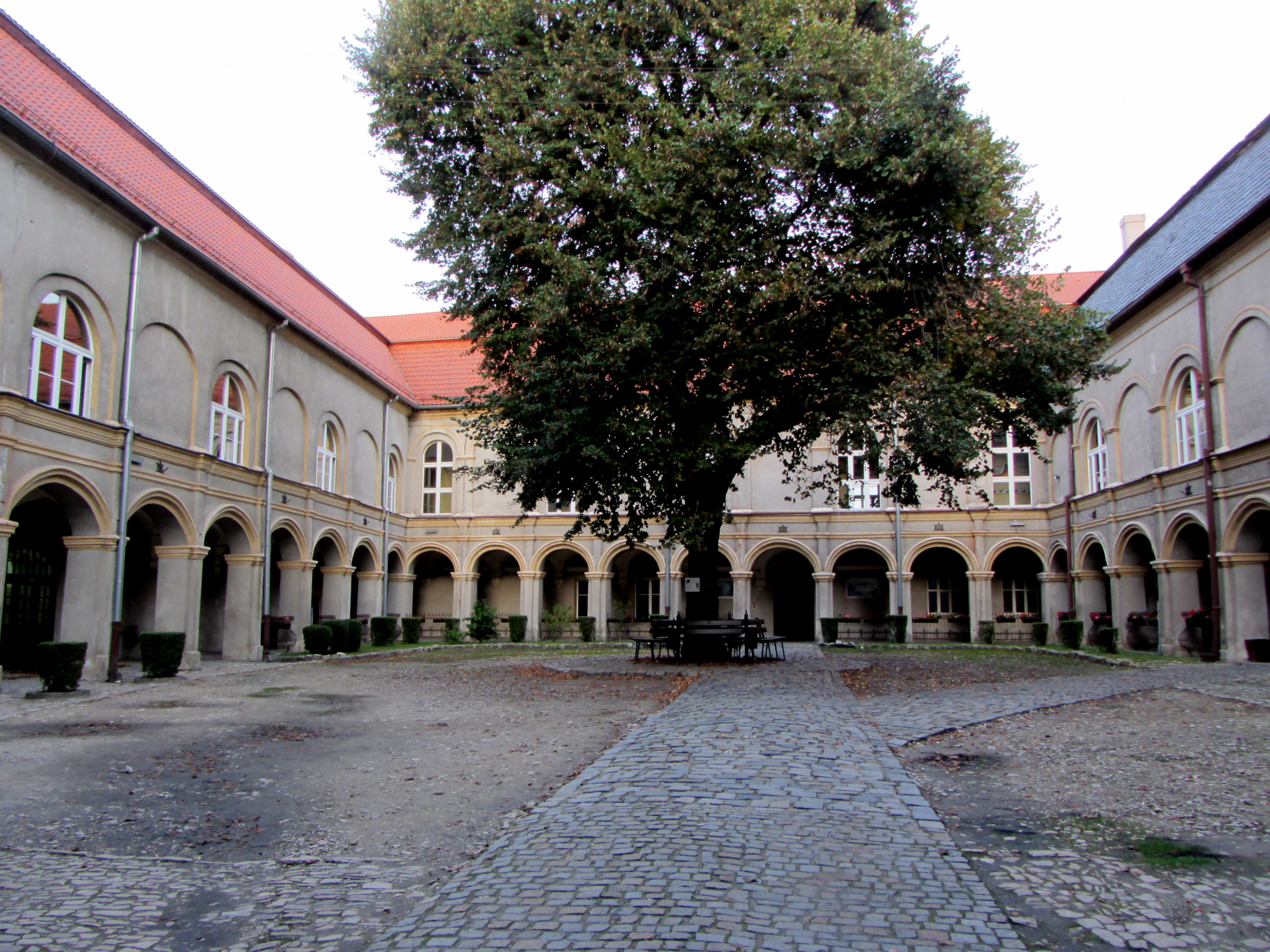
Innenhof

Das Schloss Krappitz (poln. Zamek Krapkowice) ist eine Schlossanlage in Krapkowice (Krappitz) im Powiat Krapkowicki. Es liegt im alten Ortskern östlich des Rings an der ul. Zamkowa 5.

## Geschichte
Der heutige Schlossbau entstand 1678 an der Stelle eines älteren Baus aus dem 16. Jahrhundert. Er entstand im Auftrag der Grafen von Redern/von Rödern. In der früheren Wissenschaft, so ebenfalls der Genealoge E. H. Kneschke, wurde Krappitz als Stammhaus der Grafen Rödern angesehen. 1742 wurde für die Erbfolge der Begüterung ein Familienfideikommiss gestiftet. Ab 1765 befand sich das Schloss im Besitz der Adelsfamilie von Haugwitz, beim württembergische Kammerpräsident Karl Wilhelm Friedrich von Haugwitz (1704–1786). 1772 brannte der Bau nieder und wurde daraufhin durch ihn wieder aufgebaut. Ende des 18. Jahrhunderts wurde der Schlossbau zeitweise als Weberei genutzt. Ab 1838 stand das Gebäude leer, bis es 1852 restauriert wurde. Als Bauherr fungierte Paul von Haugwitz, der u. a. Schriftsteller war. Das Gebäude wurde nun als Schule und Bibliothek genutzt. 1888 erfolgte eine Grundrenovierung des Schlossbaus. Namhafter Eigentümer war u. a. Heinrich Graf von Haugwitz. Der Besitz war 1937 als Majoratsherrschaft Krappitz-Rogau mit den Rittergütern Krappitz, Oberwiese, Rogau und Tiesenburg sowie Schlacken ausgewiesen, Gesamtfläche 3231 ha. An der Spitze der Gutsverwaltung standen ein Prokurist und ein Oberförster. Man betrieb des Weiteren eine Brennerei, einen Steinbruch und eine Forellenzucht. Letzter Gutsbesitzer war der 1891 geborene Enkel Henrik (Heinrich) Graf von Haugwitz. Sein jüngster Bruder auf Schloss Schlawa, Curt Graf von Haugwitz, lebte größtenteils im Ausland. Der vormalige Krappitzer Fideikommissherr Henrik Graf Haugwitz lebte dann in den 1950er Jahren in Dänemark und wurde Lehensgraf und Herr der Grafschaft Hardenberg-Reventlow. Sein zweiter Bruder Georg Graf Haugwitz wohnte in Österreich.
Heute befinden sich im Gebäude neben einer Berufsschule weitere öffentliche Einrichtungen. Der Schlossbau steht bereits seit 1951 unter Denkmalschutz.

## Architektur
Beim Schloss Krappitz handelt es sich um eine rechteckige zweigeschossige Vierflügelanlage mit Mansardwalmdach. Das Gebäude entstand im Stil des Barocks. Die schlichte Fassade besitzt wenige Ornamente, darunter Gurtgesims. Die beiden Eingangsportale an der Ost- und Westseite entstanden im barocken Stil. Der Innenhof besitzt einen dreiseitig umlaufenden Arkadengang.